# Dixonius chotjuckdikuli
Dixonius chotjuckdikuli (лат.) — вид ящериц из рода Dixonius семейства гекконовых. Встречается в Таиланде.

## Этимология
Видовое название D. chotjuckdikuli дано в честь таиландского инженера-нефтяника, увлечённого натуралиста и бёрдвотчера Наттапхата Чотжукдикула (Natthaphat Chotjuckdikul), соратника по герпетологическим экспедициям, который стал одним из первооткрывателей этого вида. Авторы предложили следующие обиходные названия: тайск. จิ้งจกดินเขาอีบิด (Djing-djok din Khao Ebid), англ. Khao Ebid leaf-toed gecko и фр. Dixonius de Khao Ebid.

## Описание
Согласно первоначальному описанию, вид обитает в известняках и отличается от всех остальных известных видов Dixonius следующим сочетанием морфологических признаков и рисунка: максимальная известная длина от носа до клоаки составляет 45,6 мм; на спине имеется 18 (редко 16) продольных рядов бугорков; вдоль хребта тянется 31—34 чешуй; по брюху проходит 18 (редко 16) продольных рядов чешуек; у самцов имеется 5—6 преклоакальных пор, у самок они отсутствуют; по боковой стороне головы проходит выраженная полоса, заходящая за плечо; рисунок спины у самцов, самок и молоди пятнистый.
Прижизненная окраска в основном коричневая. Дорсальная поверхность головы светло-коричневая с мелкими и нерегулярными чёрными пятнами. Верхнересничные чешуи и многочисленные чешуйки на верхней поверхности головы золотисто-жёлтые. Надглазничная область голубоватая. Верхнегубные и нижнегубные щитки белёсые, без чёрных вертикальных полос. С обеих сторон головы от ноздри через глаз и ухо до  клоаки проходит чёрная полоса, которая на верхних частях боков удлиняется волнистой полосой. Спина светло-коричневая с чёрными пятнами. Четыре паравертебральных ряда бугорков хорошо разделены и имеют более тёмную окраску, чем разделяющие их участки, образуя четыре контрастные медиодорсальные тёмные линии. Неравномерно расположенные золотисто-жёлтые бугорки лежат на полосе этих линий, а также на чёрных участках спины. Хвост золотисто-жёлтый. Горло, нижние части боков, брюхо и нижняя сторона конечностей белые. В фиксирующих жидкостях окраска сильно выцветает и становится менее контрастной, а золотисто-жёлтые участки становятся светло-серыми.

## Таксономия и распространение
Вид был впервые описан в 2024 году герпетологами из Таиланда и Бельгии с территории холма Кхао Эбид (тайск. เขาอีบิด) в районе Кхао Йой (тайск. อำเภอเขาย้อย) провинции Пхетбури Таиланда. Предполагается, что вид является микроэндемиком, обитающим только на известняковых скалах холма.